# Born to Run (Izgubljeni)
"Born to Run" je dvadeset i druga epizoda prve sezone televizijske serije Izgubljeni. Režirao ju je Tucker Gates a napisali su je Edward Kitsis i Adam Horowitz prema priči Javiera Grilla-Marxuacha. Prvi puta je emitirana 11. svibnja 2005. godine na televizijskoj mreži ABC. Glavni lik radnje epizode je Kate Austen (Evangeline Lilly). Naslov epizode direktna je aluzija na istoimenu pjesmu i album pjevača Brucea Springsteena. 

## Radnja

### Prije otoka
Kate mijenja registracijsku tablicu na svom automobilu, boju kose, tušira se te uzima pismo na ime Joan Hart. Kasnije se vraća u svoj rodni gradić u posjetu svojoj umirućoj majci i sreće svog bivšeg, sada oženjenog, dečka Toma Brennana (Mackenzie Astin) koji radi kao doktor u bolnici. Njih dvoje odluče iskopati kutiju za ručak koju su zakopali još 1989. godine. Među stvarima koje se nalaze unutra nalazi se i Tomova igračka avion te audio kaseta koju su snimili u vrijeme kada su kutiju zakapali. Uz Tomovu pomoć Kate uspije ostati nasamo sa svojom majkom (Beth Broderick) i ispriča joj se. Međutim, majka započne vrištati upomoć. Kate bježi, udarajući policajca prije nego naleti na Toma koji joj daje ključeve svog automobila i uđe s njom u njega. Policija ispred bolnice napravi blokadu pa Kate moli Toma da ne ide s njom, ali on odbija. Uskoro policija započne pucati na automobil, a Kate se sa svojim zabija u blokadu i probija ju. Kada napokon stane s automobilom, Kate pogleda u Toma i shvati da je mrtav. Užasnuta i bez puno izbora, Kate izlazi iz automobila i počne bježati.

### Na otoku
Charlie Pace (Dominic Monaghan) i Kate razglabaju o tome kolika ih slava čeka nakon što budu spašeni, a cijeli razgovor uznemiri Kate. Jedan od preživjelih, Dr. Leslie Arzt (Daniel Roebuck), učitelj, odjednom svima najavljuje da dolazi sezona monsuna tijekom koje vjetrovi pušu prema jugu te da bi se trebali usmjeriti prema sjeveru ako žele naići na neke brodove. Također govori da splav mora krenuti odmah kako se snage prirode ne bi okrenule protiv njih. Zbog toga Michael Dawson (Harold Perrineau) počne užurbano raditi na završavanju splavi, a Kate traži mjesto na njoj. Michael ju odbija, govoreći da su sva mjesta već zauzeta. Međutim, nakon razgovora sa Sawyerom (Josh Holloway) on se predomišlja zbog toga što shvaća da im Sawyer možda i neće biti od prevelike pomoći na pučini, jer zna vrlo malo o splavarenju. Uzrujan Sawyer se odlazi suočiti s Kate budući ju s pravom smatra najvećom prijetnjom i govori joj da zna zašto želi otići na splav: želi pobjeći vlastima iz vanjskog svijeta.
Sayid Jarrah (Naveen Andrews) i Jack Shephard (Matthew Fox) susreću se s Johnom Lockeom (Terry O'Quinn) kod okna. Iznenađen što je pronašao, Jack upita Lockea zašto nikome nije rekao za okno. Nakon kratkog razgovora s dvojicom vođa, Jack govori da vjeruje da moraju otvoriti okno. Sve to iznervira Sayida koji se boji okna i koji je Jacka zapravo doveo do Lockea kako bi ga odgovorio od ideje otvaranja. Michael se odjedanput razboli dok radi s Jinom (Daniel Dae Kim). Nakon povratka iz okna Jack ga pregleda i traži uzrok iznenadne bolesti. U konačnici otkriva da je Michael pio drogiranu vodu pa prvo optužuje Sawyera, ali odmah nakon toga i Kate koja niječe bilo kakvu involviranost i uvrijedi se što Jack misli da je za takvo nešto sposobna. Walt Lloyd (Malcolm David Kelley) u međuvremenu uvjerava Lockea da sve to nije bila njegova ideja, vjerujući kako Locke misli da je zbog ranijeg paljenja rafta odgovoran i za ovu nesreću. Kada Locke dodirne Waltovu ruku kako bi ga uvjerio da su njegove sumnje neosnovane, Walt postane uznemiren i, unatoč tome što prije nije znao za postojanje okna, kaže Lockeu vrlo ozbiljno da ga ne otvaraju.
Sawyer dolazi do Michaela koji se oporavlja i daje mu bocu lijekova. Ljutit na njega, Michael ga izbacuje sa splavi. Uznemiren, Sawyer svima otkriva da je Kate kriminalka, krade joj torbu iz koje vadi putovnicu od Joanne - žene koja se utopila u epizodi "White Rabbit" - i govori svima da je namjeravala ukrasti njezin identitet. Kate nakon toga priznaje da je ona bila ta koju je pratio umrli maršal. Kako se rad na splavi približava svom kraju Jack dolazi do Sun (Yunjin Kim) i upita je zašto je otrovala vodu. Sun priznaje da je ona odgovorna objašnjavajući da nije htjela nauditi Michaelu, već Jinu i na taj način ga zdržati na otoku. Jack shvaća da su njih dvojica, jer blisko surađuju na splavi non-stop, mogla pomiješati svoje boce vode. Također joj obećava da nikome neće reći za ovo. 
Te noći Kate i Sawyer se opraštaju dok Walt priznaje svom ocu da je on odgovoran za vatru koja je uništila splav. Objašnjava mu da je to učinio kako bi ostao na otoku. Iznenađen, Michael mu govori da mogu ostati na otoku ako on to želi, ali Walt sada inzistira da odu čim prije. 

## Zanimljivosti
U mobizodi "Lost: Missing Pieces" imena Tropical Depression, Dr. Arzt priznaje i ispričava se Michaelu da je izmislio cijelu stvar o monsunskoj sezoni budući je želio da se splav što prije napravi.
Glasovna poruka koju su Kate i Tom preslušavali snimljena je 15. kolovoza 1989. godine (američki format datuma 8/15). To je direktna referenca na broj leta Oceanica 815 te na dva broja s otoka. 8 i 15 su dijelovi tajanstvenih brojeva otoka: 4 8 15 16 23 i 42. 

## Gledanost
Epizodu Born to Run gledalo je 17.10 milijuna Amerikanaca.

## Vanjske poveznice
- "Born to Run" na ABC-u